# Ronde van Limburg Under-23
Il Ronde van Limburg Under-23 era una corsa a tappe maschile di ciclismo su strada riservata agli Under-23 che si teneva ogni anno nella Provincia del Limburgo, in Belgio. Si svolse dal 1945 al 2003 e fu riservata prima ai dilettanti e poi agli Under-23.

## Albo d'oro
Aggiornato all'edizione 2003.
| Anno | Vincitore             | Secondo            | Terzo            |
| ---- | --------------------- | ------------------ | ---------------- |
| 1945 | Gustaaf Wuyckens      |                    |                  |
| 1946 | Raymond Impanis       |                    |                  |
| 1947 | Marcel Vermeiren      |                    |                  |
| 1948 | Jean Van Briel        |                    |                  |
| 1949 | Guillaume Hendriks    |                    |                  |
| 1950 | Gerard Deborre        |                    |                  |
| 1951 | Karel Borgmans        |                    |                  |
| 1952 | Lucien Victor         |                    |                  |
| 1953 | Willem Vandebosch     |                    |                  |
| 1954 | Rik Luyten            |                    |                  |
| 1955 | Karel Clerckx         |                    |                  |
| 1956 | Alfons Mellebeek      |                    |                  |
| 1957 | Lode Wouters          |                    |                  |
| 1958 | Henri De Wolf         |                    |                  |
| 1959 | Arthur Claeys         |                    |                  |
| 1960 | Joseph Michels        |                    |                  |
| 1961 | Frans Melckenbeeck    |                    |                  |
| 1962 | Roger Swerts          |                    |                  |
| 1963 | Eddy Merckx           |                    |                  |
| 1964 | Tony Houbrechts       |                    |                  |
| 1965 | André Zwaenepoel      |                    |                  |
| 1966 | Pieter Nassen         |                    |                  |
| 1967 | Camille Sohier        |                    |                  |
| 1968 | Roger Jochmans        |                    |                  |
| 1969 | Paul Crapez           |                    |                  |
| 1970 | Willy Van Malderghem  |                    |                  |
| 1971 | Michel Van Vlierden   |                    |                  |
| 1972 | Jean-Paul Spileers    |                    |                  |
| 1973 | Jos Jacobs            |                    |                  |
| 1974 | Dirk Ongenae          |                    |                  |
| 1975 | Alain Kaye            |                    |                  |
| 1976 | Oscar Dierickx        |                    |                  |
| 1977 | Géry Verlinden        |                    |                  |
| 1978 | Ludo Frijns           |                    |                  |
| 1979 | Willy De Keyser       |                    |                  |
| 1980 | Noël Segers           |                    |                  |
| 1981 | Eric Vanderaerden     |                    |                  |
| 1982 | Jos Kerkhofs          |                    |                  |
| 1983 | Rolf Gölz             |                    |                  |
| 1984 | Eddy Cochet           |                    |                  |
| 1985 | Bruno Geuens          |                    |                  |
| 1986 | Guido Verdeyen        |                    |                  |
| 1987 | Koen Vekemans         |                    |                  |
| 1988 | Thomas Dürst          |                    |                  |
| 1989 | Peter Hermans         |                    |                  |
| 1990 | Kurt Verleden         |                    |                  |
| 1991 | Wim Omloop            |                    |                  |
| 1992 | Frank Corvers         |                    |                  |
| 1993 | Gert Vanbrabant       |                    |                  |
| 1994 | Yannick Cornelis      |                    |                  |
| 1995 | Tony Bracke           |                    |                  |
| 1996 | Tim Lenaers           |                    |                  |
| 1997 | Wilfried Cretskens    |                    |                  |
| 1998 | Bart Everaert         |                    |                  |
| 1999 | Tim De Peuter         |                    |                  |
| 2000 | Jurgen Van Goolen     |                    |                  |
| 2001 | Jurgen Van Goolen     |                    |                  |
| 2002 | Jurgen Van den Broeck |                    |                  |
| 2003 | Pieter Weening        | Frederik Veuchelen | Jukka Vastaranta |